# Manuel Turchi
Manuel Turchi (Roma, 27 gennaio 1981) è un procuratore sportivo ed ex calciatore italiano, di ruolo attaccante.

## Biografia
Dal 3 luglio 2009 è sposato con Valentina Maio, ex presidente del Lanciano, da cui ha poi avuto i figli Francesco, Ginevra e Thiago.

## Carriera

### Giocatore
Cresciuto nella Roma, debutta tra i professionisti nel 2000 con il Lanciano, con cui nella sua prima stagione da professionista vince un campionato di Serie C2. Successivamente milita nei dilettanti con Fregene e Ostia Mare. Torna tra i professionisti nel 2005 venendo ingaggiato dal Padova. Con i biancoscudati gioca tre stagioni prima di approdare al Pescara.
Dal 2008 gioca nuovamente con la Virtus Lanciano, squadra con la quale nel 2012 ottiene la promozione in Serie B, categoria nella quale milita nelle quattro stagioni seguenti, fino alla retrocessione maturata dopo i play-out al termine della stagione 2015-2016.

### Procuratore
Il 9 novembre 2016, fonda a Bologna, assieme a Guglielmo Maio, la Football Players Agency, società di intermediazione sportiva.

## Palmarès

### Club

#### Competizioni nazionali
- Serie C2: 1

Virtus Lanciano: 2000-2001